# Manihot dichotoma
Manihot dichotoma är en törelväxtart som beskrevs av Ernst Heinrich Georg Ule. Manihot dichotoma ingår i släktet Manihot och familjen törelväxter. Inga underarter finns listade i Catalogue of Life.